# Ludwika Szymańska
Ludwika Szymańska (Pasiekach, 16 agosto 1946) è un'ex cestista polacca.

## Carriera
Con la Polonia ha disputato i Campionati europei del 1968.